# Branimiro
Branimiro (em croata:  Branimir, em latim: Brannimero) (m. 892) foi um governante do Principado da Croácia Dálmata que reinou como knez de 879 a 892. Foi reconhecido pelo Papa João VIII como "duque" dos croatas (em latim: Dux Chroatorum). Durante seu reinado, a Croácia reteve sua soberania do Império Bizantino e do Império Carolíngio e tornou-se estado plenamente reconhecido.